# アラムバラ
アラムバラ（梵: अलम्बल, Alambala）は、インド神話に登場するラークシャサの王である。ジャタースラの息子。クル・クシェートラの大戦争でカウラヴァ側に味方して戦った。

## 神話
かつてパーンダヴァ5王子の1人ビーマはアラムバラの父ジャタースラを退治していた。そのためアラムバラはパーンダヴァとカウラヴァの間に大戦争が勃発すると、アラムバラはドゥルヨーダナのもとに現れ、父の仇を取るため参戦することを伝えた。そこでドゥルヨーダナはアラムバラに、カルナと戦っているガトートカチャを討つことを命じた。カルナの軍勢に助勢したアラムバラは種々の武器でガトートカチャと戦ったが、ガトートカチャは一騎のみで彼らを打ち破った。アラムブサは次に弓と格闘でガトートカチャに挑み、一歩も譲らない戦いを繰り広げた。続いて両者は幻力を振るって戦った。両者は火と海になり、ガルダとタクシャカとなり、雲と強風となり、ヴァジュラと大山となり、象と虎となり、あるいはラーフと太陽となった。彼らは幻力で相反するものに変身することで相手を超越し、殺そうとした。彼らは様々な幻力を使いながら、鉄棒、棍棒、投槍、槌、矛、杵で戦い、山の頂をぶつけ合って、あるいは馬や象に騎乗し、徒歩で、戦車を操って戦った。最後にガトートカチャはアラムバラの巨体を持ち上げ、地面に叩きつけて殺した。その後、ガトートカチャはアラムバラの首を切断し、ドゥルヨーダナの戦車に投げ入れた。